# Ondina Quadri

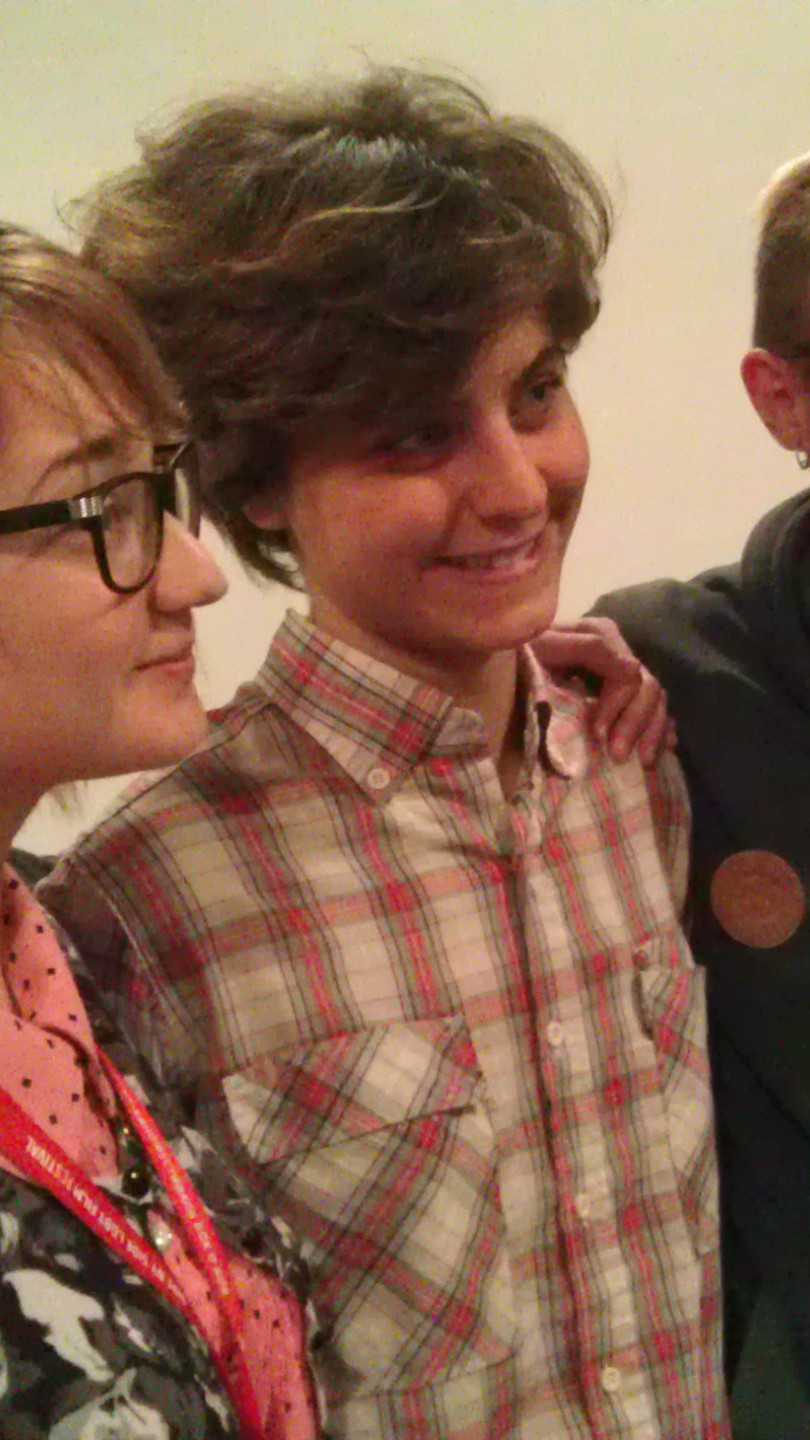
Ondina Quadri, 2016

Ondina Quadri (* 13. März 1994 in Fiesole) ist eine italienische Schauspielerin.

## Leben und Karriere
Ondina Quadri wurde am 13. März 1994 in Fiesole geboren. Ihr Vater ist der Filmeditor und Regisseur Jacopo Quadri. Ihr Debüt gab sie 2014 in dem Film Amori e metamorfosi 2015 bekam sie in dem Film Arianna die Hauptrolle. Anschließend wurde sie 2017 für den Film Capri-Revolution gecastet. Unter anderem spielte Quadri in Gli indocili mit. 2022 trat sie in dem Film Piove auf.

## Filmografie (Auswahl)
Filme
- 2014: Amori e metamorfosi
- 2015: Arianna
- 2016: Il Nido
- 2017: Capri-Revolution
- 2018: Notti magiche
- 2019: 'Gli indocili
- 2021: Piccolo corpo
- 2022: Piove
- 2022: Eurydike, Eurydike

## Theater (Auswahl)
- 2015–2016: Comizi d’amore – Parata urbana[2]
- 2017: Über raffiche[3]
- 2018: Furrina[4]
- 2018: Gender sharing time![5]
- 2018: Immagina un paesaggio eroico[6]